# Рейнланд-Пфальц
Рейнланд-Пфальц (нім. Land Rheinland-Pfalz [ˈʁaɪ̯nlant ˈp͡falt͡s]) — земля Федеративної Республіки Німеччина. Розташована в західній частині країни. Столиця — місто Майнц. Сусідами землі є Північний Рейн-Вестфалія, Гессен, Баден-Вюртемберг, Саарланд, а також Бельгія, Люксембург і Франція. Утворена 30 серпня 1946 року. Площа — 19.854,21 км². Населення — 4 098 391 (31 грудня 2020). На теренах землі розмовляють німецькою. Форма правління — парламентська республіка, самоврядний штат федерації.  СДПН, ВДП і Зелені очолюють земельний уряд. Голова уряду —  Малу Драєр (СДПН). За результами виборів до ландтагу, що відбулися 13 березня 2016 року, в ньому представлені такі партії: СДПН (39 депутатів), ХДС (35), АдН (14), ВДП (7), Зелені (6). Має 4 депутатів у Бундесраті, верхній палаті парламенту Німеччини. Валовий внутрішній продукт землі складає 144,31 млрд € (2017). Борг землі становить 30,6 млрд € (31 грудня 2018). Рівень безробіття — 4,2 % (листопад 2019). Міжнародний код — DE-RP.

## Назва
- Рейнланд-Пфальц (нім. Rheinland-Pfalz, лат. Rhenania-Palatinatus) — найпоширеніша назва землі.
- Земля Рейнланд-Пфальц (нім. Land Rheinland-Pfalz) — офіційна назва землі.
- Ренанія-Палатінат (лат. Rhenania-Palatinatus)
- Надрейння-Палатинат (пол. Nadrenia-Palatynat)

## Географія
Земля Рейнланд-Пфальц розташована на заході Німеччини та межує з федеральними землями Північний Рейн-Вестфалія, Гессен, Саарланд, Баден-Вюртемберг, а також з Бельгією, Францією і Люксембургом.
Через Рейнланд-Пфальц протікають Рейн, Мозель, Саар і Лан. Окрім великих річок є також значна кількість дрібних річок.
Найбільшим озером Рейнланд-Пфальц є Laacher See, розташоване неподалік від Кобленца.

## Історія
Земля Рейнланд-Пфальц була утворена 30 серпня 1946 р. відповідно до наказу № 57 головнокомандувача французькими окупаційними силами генерала П'єра Кьоніга з декілька абсолютно різних частин — Баварського Пфальца, пруських прирейнських провінцій Кобленц і Трір, чотирьох округів колишньої пруської провінції Гессен-Нассау і ліворейнської частини Гессена. 30 серпня також була утворена спільна комісія з розробки конституції землі. 17 листопада пройшли перші непрямі вибори в «передпарламент» землі, що складається зі 127 членів. 25 квітня 1947 р. був прийнятий проєкт конституції землі Рейнланд-Пфальц, запропонований Адольфом Зюстерхеном.
2 грудня 1946 р. почалися переговори про створення уряду землі Рейнланд-Пфальц, ініціатором яких став д-р Вільгельм Боден, оберпрезидент провінції Рейнланд-Гессен-Нассау. Уряд складався з 8 міністрів і прем'єр-міністра. Серед міністрів п'ятеро належало до Християнсько-демократичного союзу, двоє — до Соціал-Демократичної партії та один — до Комуністичної партії.
Перші загальнонародні вибори до парламенту пройшли за новою конституцією землі 18 травня 1947 р., в яких взяло участь 77,7% виборців. Відкриття першого засідання парламенту сталося 4 червня 1947 р. у великому залі ратуші Кобленца. 9 липня 1947 р. прем'єр-міністр Вільгельм Боден подав у відставку. Новим прем'єр-міністром був обраний Петер Альтмаєр, що зберігав свій пост до 19 травня 1969 р.

## Ландтаг

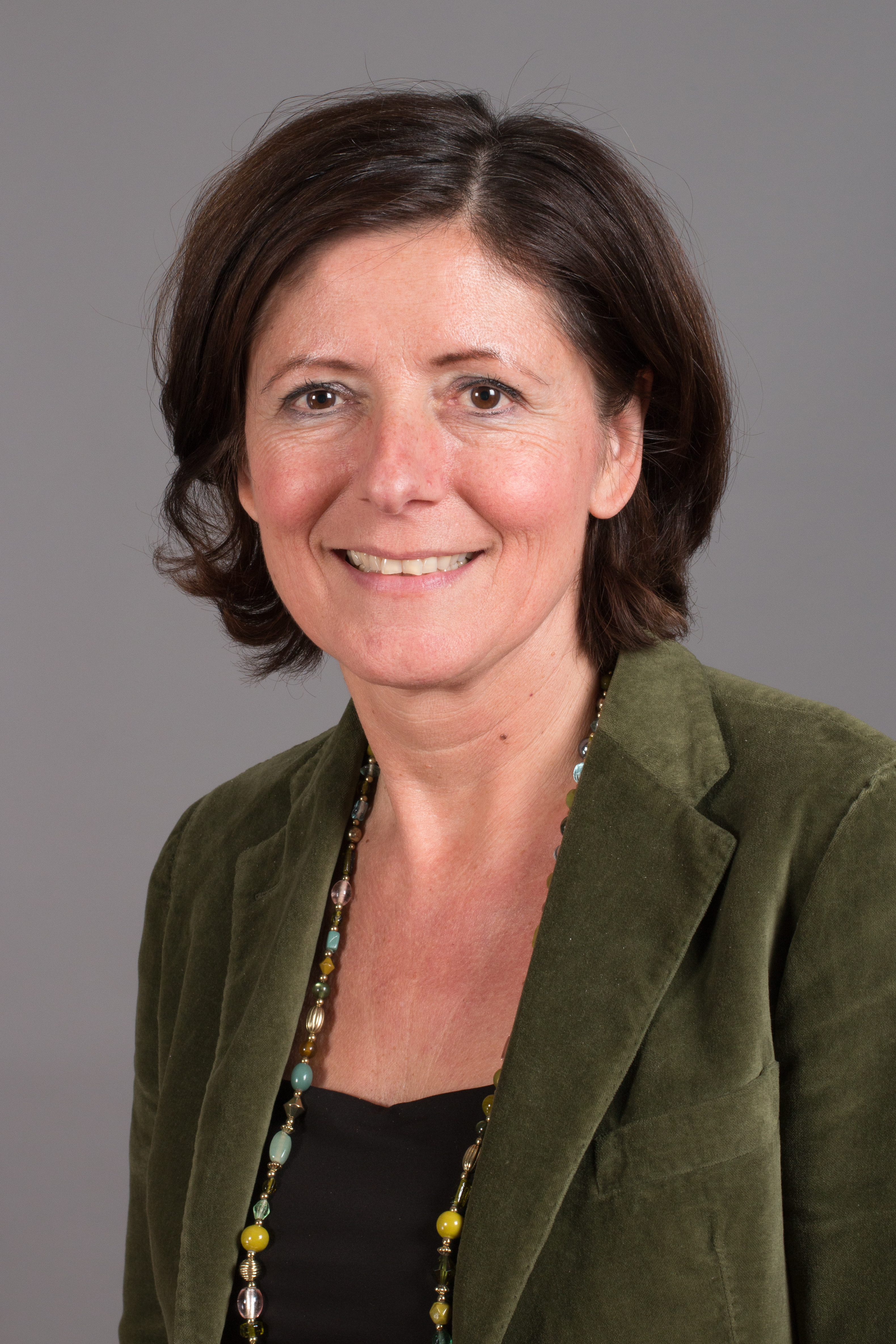
Малу Драєр, голова земельного уряду з 2013 року.

Розподіл місць у Рейнландсько-Пфальцькому ландтазі за результатами виборів 14 березня 2021 року. Уряд очолює коаліція СДПН, ВДП і Зелених.

Розподіл 101 місць: 

## Адміністративний поділ
Рейнланд-Пфальц складається з таких регіонів:
Райони (Landkreise)
| 1. Арвайлер 2. Альтенкірхен 3. Альцай-Вормс 4. Бад-Дюркгайм 5. Бад-Кройцнах 6. Бернкастель-Віттліх 7. Біркенфельд 8. Кохем-Целль 9. Доннерсберг 10. Бітбург-Прюм 11. Гермерсгайм 12. Кайзерслаутерн | 1. Кузель 2. Майнц-Бінген 3. Маєн-Кобленц 4. Нойвід 5. Рейн-Гунсрюк 6. Рейн-Лан 7. Рейн-Пфальц 8. Південний Вайнштрассе 9. Південно-Західний Пфальц 10. Трір-Саарбург 11. Вульканайфель 12. Вестервальд |

і вільні міста (kreisfreie Städte):
| 1. Франкенталь 2. Кайзерслаутерн 3. Кобленц 4. Ландау 5. Людвігсгафен-на-Рейні 6. Майнц | 1. Нойштадт 2. Пірмазенс 3. Шпаєр 4. Трір 5. Вормс 6. Цвайбрюкен |

## Промисловість
Виробляється вино (75% від німецького виробництва), тютюн, хімікати, вироби зі шкіри, кераміка.